# Joachimowo
Joachimowo (niem. Joachimowen, 1938–1945 Joachimshuben) – osada leśna w województwie warmińsko-mazurskim, w powiecie mrągowskim, w gminie Mrągowo. Miejscowość wchodzi w skład sołectwa Nowe Bagienice. W latach 1975–1998 miejscowość administracyjnie należała do województwa olsztyńskiego.
Do 2023 miejscowość była częścią wsi Bagienice Małe.

## Historia
Leśniczówka w pobliżu jeziora Sarż, założona została w 1693 r. przez barona Joachima von Egloffsteina, właściciela Arklit (gmina Barciany). Od jego imienia osada wzięła nazwę. Uposażenie leśniczówki stanowiło 9 łanów ziemi (150 ha). W 1821r. określana była jako leśniczówka szlachecka, w której mieszkało 5 osób. W 1928 r. była to leśniczówka państwowa. W 1938 r., w ramach akcji germanizacyjnej, władze niemieckie zmieniły urzędową nazwę Joachimowen na Joachimshuben.
W 1973 r. jako leśniczówka Joachomowo należało do sołectwa Nowe Bagienice.